# لایپهایم
شهر لایپهایم (به آلمانی: Leipheim) در ایالت بایرن در کشور آلمان واقع شده‌است.